# Ailey
Ailey é uma cidade localizada no estado americano de Geórgia, no Condado de Montgomery.

## Demografia
Segundo o censo americano de 2000, a sua população era de 394 habitantes.
Em 2006, foi estimada uma população de 547, um aumento de 153 (38.8%).

## Geografia
De acordo com o United States Census Bureau tem uma área de
5,3 km², dos quais 5,3 km² cobertos por terra e 0,0 km² cobertos por água.

## Localidades na vizinhança
O diagrama seguinte representa as localidades num raio de 16 km ao redor de Ailey.